# 森昭一郎
森 昭一郎（もり しょういちろう、1971年〈昭和46年〉9月29日 - ）は、フジテレビのアナウンサー。局次長職スポーツ担当。

## 来歴・人物
兵庫県尼崎市出身。柏市立松葉中学校、千葉県立東葛飾高等学校を経て、早稲田大学政治経済学部卒業後、1995年に入社。同期は伊藤利尋、高木広子（旧名および本名：杉浦。2011年12月退社）、菊間千乃（2007年12月退社）の3名。
第1期アナウンサー時代には｢ニュースJAPAN｣、｢めざまし天気｣、｢めざましテレビ｣、｢プロ野球ニュース2000｣、｢すぽると!&ニュース｣などでキャスターを担当。
1999年4月から担当した｢ニュースJAPAN｣では安藤優子の勧めにより始めた"また明日"のエンド3秒でのひとり寸劇を行った。｢めざまし天気｣でも松尾紀子や勝恵子、それに梅津弥英子らの勧めで同様のコーナーを担当する。｢めざましテレビ｣のニュースキャスターを辞めて以降は、スポーツ実況に専念。
フジテレビのバレーボール中継の中心として長く実況を担当。2003年のワールドカップバレーボールでは、強豪ポーランドを破る大金星に感極まり、実況後の勝利インタビューで号泣した。
2006年トリノ五輪では、ジャパンコンソーシアムのフジテレビ実況代表として現地に派遣される。男子フィギュアスケートとカーリングの実況を担当した。フジテレビのあらゆるスポーツ中継の実況を担当。
2008年1月より人事局人事部に異動となったものの、2008年6月27日より再びアナウンス部に復帰した。人事部在籍中には2008年入社の加藤綾子、椿原慶子、榎並大二郎の3名の採用を担当した。アナウンス室に復帰後は以前と同様にスポーツ実況を担当。過去にフジテレビが中継したことがなかった新体操等の新規ジャンルのスポーツ競技実況も担当した。
2016年リオデジャネイロ五輪では、ジャパンコンソーシアムのフジテレビ代表として2度目の五輪実況を担当。体操男子個人総合やバドミントン、バレーボールの実況を担当。体操の内村航平選手やバドミントンの高橋礼華・松友美佐紀ペアの金メダルを実況した。
東京マラソン2018をフジテレビが中継。設楽悠太が16年ぶりにマラソン男子の日本記録を更新した。そのレースの実況を担当した。
入社以来、K-1やPRIDE、ボクシングなどの格闘技中継の実況を担当。日本における総合格闘技の草分けでもあったPRIDEの初回PRIDE.1の実況を担当。以降、フジテレビがPRIDE中継から決別するまで、実況を担当した。
2020年東京オリンピックのジャパンコンソーシアム実況アナウンサーを担当。新種目のスケートボードの種目別パークを実況。日本女子の金メダル実況を担当した。バドミントンの実況を担当した。
ボクシングの井上尚弥や村田諒太など、フジテレビが放送するボクシングのメイン実況を務めることが多い。2022年以降は同局が制作に関与するAmazon Prime Videoの中継にて実況に参加。

## エピソード
- トリノ五輪でジャパンコンソーシアムの一員として参加し、共にフィギュアスケートの実況をつとめた日本放送協会（NHK）の刈屋富士雄（現・不動産会社執行役員スポーツプロデューサー）を尊敬している。
- フジテレビ先輩の三宅正治、東海テレビの森脇淳の弟子であると自身のブログで告白している。
- 1年先輩で同い年の佐野瑞樹や同期の伊藤利尋とも親友である。
- 現在、フジテレビのバレーボール中継、ボクシング中継、マラソン中継のチーフアナウンサー。

## 現在の出演番組
- めざましテレビ（ナレーター、2022年4月4日 - ）
- いいすぽ!／いいすぽ!＋（実況）
- スポーツ中継（格闘技・バドミントン・サッカー・バレーボール・陸上・駅伝・マラソン・ボクシング・eスポーツ）

## 過去の出演番組
報道・情報番組（スポーツジャンルを除く）
| 期間         | 期間          | 番組名          | 役職           | 担当日     |
| ------------ | ------------- | --------------- | -------------- | ---------- |
| 1998年4月2日 | 1999年3月26日 | FNNニュース3:50 | キャスター     | 木・金曜日 |
| 1999年4月1日 | 2000年3月31日 | ニュースJAPAN   | キャスター     | 平日       |
| 2000年4月6日 | 2001年3月30日 | めざまし天気    | 司会           | 木・金曜日 |
| 2001年4月2日 | 2004年9月29日 | めざましテレビ  | 情報キャスター | 月～水曜日 |

スポーツジャンル・バラエティ・特別番組など
- FNSの日（新人時代、第9回の提供読み。1990年・第4回の吉田伸男以来、5年ぶり3人目の男性アンカーマンとなった）
- あっぱれさんま大先生（1995年9月21日、「夢叶うかなスペシャル」アナウンサー講座）
- 3番テーブルの客 新春スペシャル（1997年1月4日、ナレーション）
- プロ野球ニュース
- すぽると!
- 東京マラソン（2007年2月18日、実況担当）
- プロバスケ! bjリーグtv（BSフジ）
- 全日本女子プロレス中継（実況）
- 東京マラソン メイン実況（2009年〜2014年）
- 体操世界選手権実況（2009年〜2014年）
- 柔道世界選手権実況中継（2003年〜2014年）
- ボクシング中継 村田諒太対柴田明雄
- ボクシング中継 八重樫東対ローマン・ゴンサレス
- ワールドマラソンメジャーズ ボストンマラソン2015
- FIFAワールドカップサッカー2014（実況）
- FIFAワールドカップサッカー2018（実況）
- トリノオリンピック（実況）
- 東京2020オリンピック（2021年、実況）
- 国際千葉駅伝（メイン実況）
- 出雲全日本大学選抜駅伝（実況）
- 東日本女子駅伝（実況）
- 富士山女子駅伝（実況）
- OP/CL前アナウンス（1997年3月10日〜2001年10月22日、OPサブ/CLメイン）
- 関東電波監理局広報CMアナウンス（1997年、放送終了前放映）